# Salvador (Penamacor)
Salvador ist eine Gemeinde (Freguesia) im portugiesischen Kreis (Concelho) von Penamacor. In ihr leben 320 Einwohner (Stand 19. April 2021).

## Geschichte
Der Ort wurde vermutlich im Zuge der Reconquista besiedelt. 1321 war Salvador bereits eine eigene Gemeinde mit Kirche. Durchziehende französische Truppen im Verlauf der Napoleonischen Invasionen Anfang des 19. Jahrhunderts verbreiteten Schrecken im Ort, jedoch wurden keine Zerstörungen größeren Ausmaßes bekannt. Mit der Auflösung des Kreises von Monsanto 1848 kam Salvador zum Kreis Penamacor.
Landesweite Berichterstattung erfuhr Salvador 2009, als hier der 44-jährige Schäfer Rui Vaz Gaudêncio in der EuroMillionen-Lotterie (Portugiesisch: Euromilhões) im zweiten Gewinnrang über eine Million Euro gewann.
Im November 2024 startete eine Gruppe von ca. 15 Beteiligten eine Suche nach Schätzen, die vermutlich zu der Zeit des Römischen Reiches verloren oder vergraben wurden. Nach mehrmaliger Beendigung des Projekts stieß im Februar 2025 eine 81-jährige Rentnerin auf einen kleinen vergoldeten Ring, der vermutlich aus dem 13. Jahrhundert stammt. Der Ring wurde den örtlichen Behörden übergeben und wird ab Sommer 2025 im archäologischen Museum Castelo Branco zu besichtigen sein.

## Kultur und Sehenswürdigkeiten
Unter den Baudenkmälern der Gemeinde, zu denen eine Reihe Brunnenanlagen, Sakralbauten und historische öffentliche Gebäude zählen, ist die spätbarocke Gemeindekirche Igreja Paroquial de Salvador (auch Igreja de Nossa Senhora da Oliveira) zu nennen.

## Wirtschaft
Im Ort und in der Umgebung sind verschiedene Häuser des Turismo rural auf naturnahen Fremdenverkehr ausgerichtet. In einer alten Ölpresse (Lagar) wird biologisches Olivenöl hergestellt. Auch eine traditionelle Bäckerei befindet sich im Ort. Es wird traditionelles Kunsthandwerk hergestellt, darunter handgefertigte Adufes.